# Altes Rathaus Cadolzburg

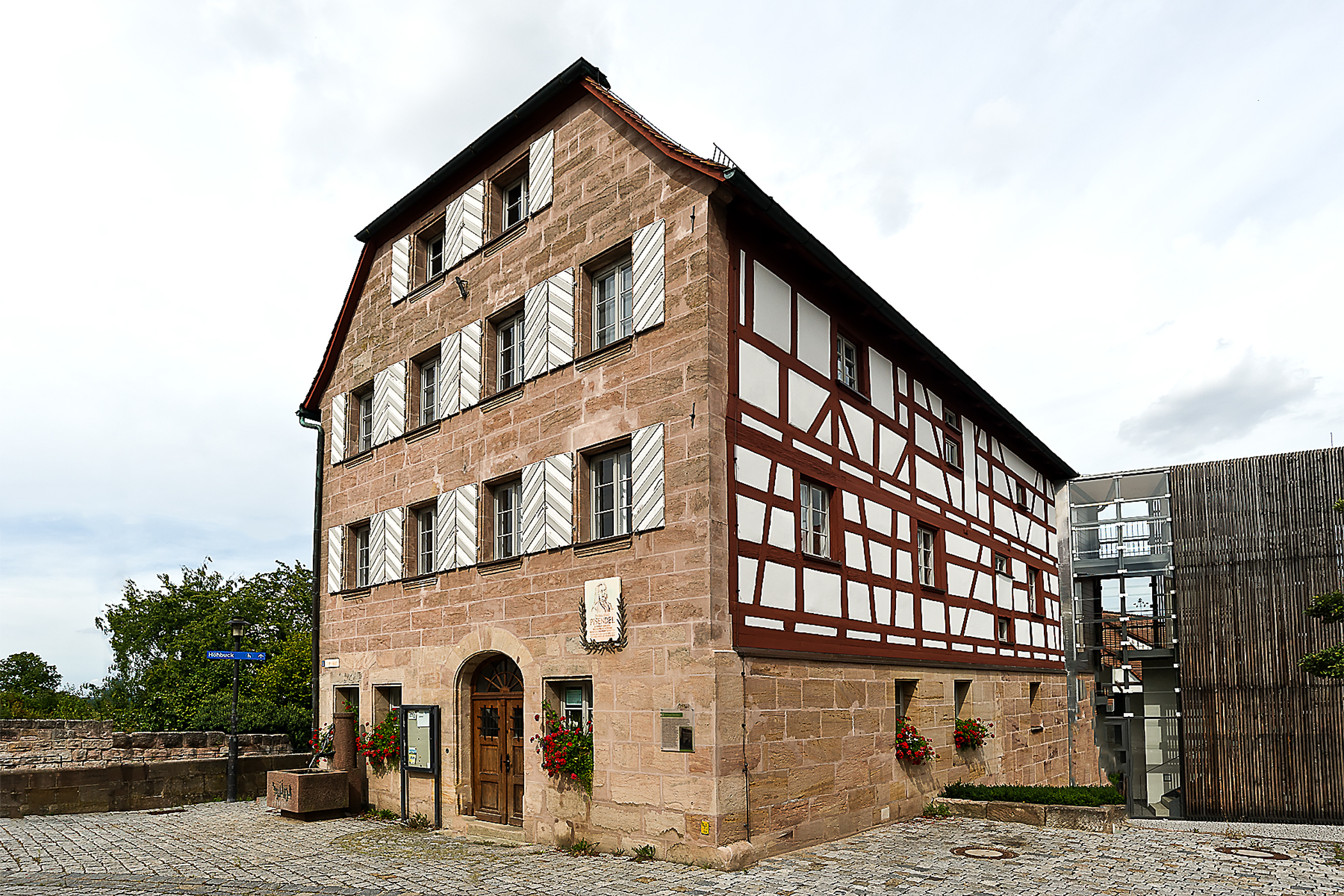
Das alte Rathaus in Cadolzburg, heute Heimatmuseum

Das Alte Rathaus in Cadolzburg, einer Marktgemeinde im mittelfränkischen Landkreis Fürth in Bayern, wurde von 1670 bis 1674 mit Erneuerungen von 1893 errichtet. Zu Beginn des 19. Jahrhunderts wurden zwei Schulsäle angebaut und Lehrerwohnungen eingerichtet. Bis 1988 diente das Gebäude am Pisendelplatz 1 als Rathaus. Es ist ein geschütztes Baudenkmal.
Der dreigeschossige Satteldachbau am Steilabfall zum Burggraben besitzt einen Westgiebel mit Halbwalm. Das Sockel- und Erdgeschoss sowie der Westgiebel sind aus Sandsteinquadermauerwerk, das Obergeschosse und der Ostgiebel bestehen aus freiliegendem Fachwerk.
Im ehemaligen Rathaus richtete der Heimatverein das Rangau-Heimathaus ein. Seit 2017 beherbergt es das Historische Museum Cadolzburg. In zwölf Räumen gibt es einen Überblick über die Geschichte Cadolzburgs, die Geologie der Region und berühmte Cadolzburger. Das Haus selbst ist Teil der Dauerausstellung und gibt mithilfe von Befundfenstern Einblick in historische Bautechniken.